# 小关街道

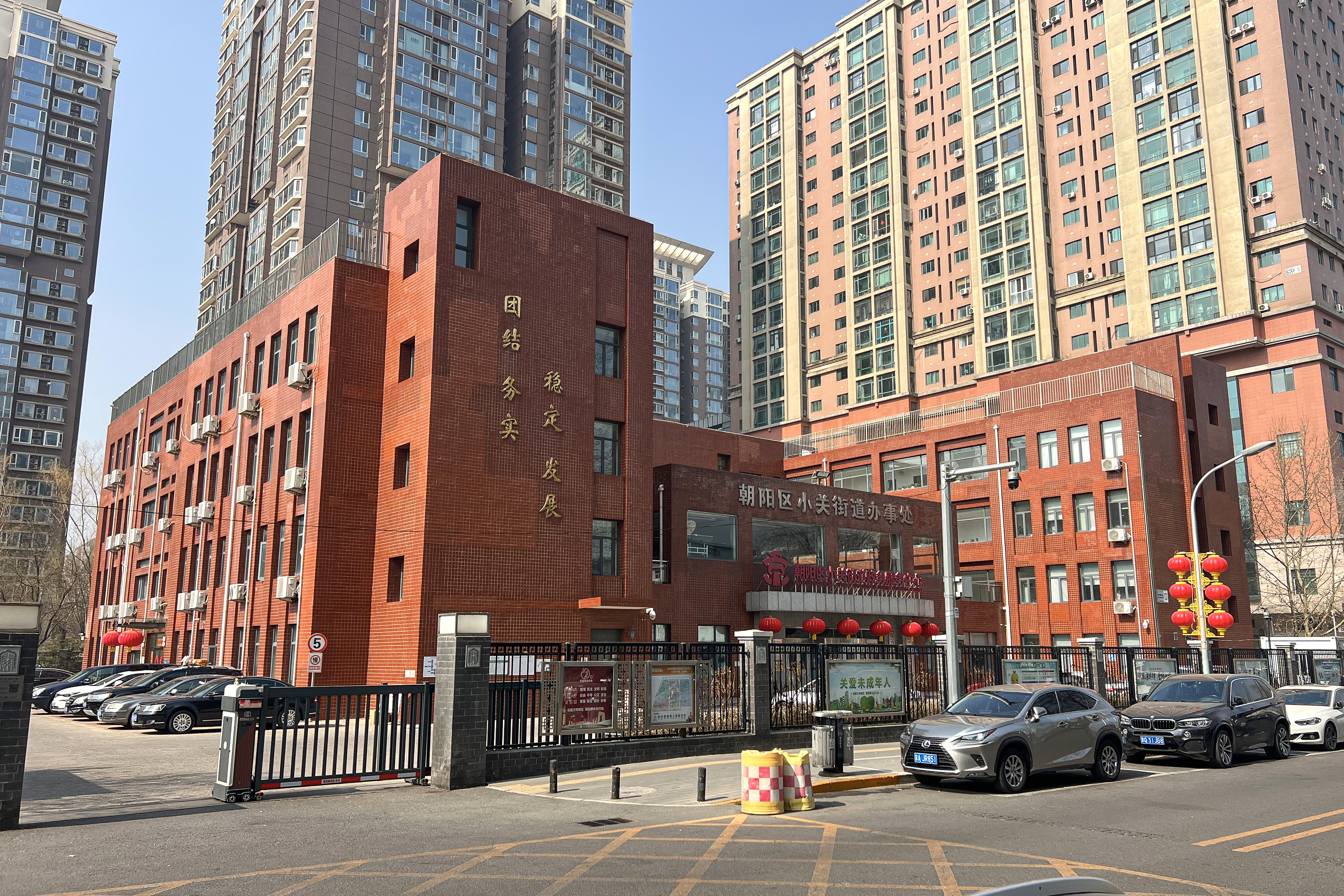
小关街道办事处

小关街道是北京市朝阳区西北部的一个街道办事处。
始建于1979年。与之接壤的有亚运村街道、安贞街道、和平街街道、太阳宫地区和大屯街道。面积2.5平方公里，常住人口61,966人。

## 下辖社区
小关街道目前下辖7个社区：
- 惠新苑社区
- 惠新北里社区
- 高原街社区
- 小关社区
- 小关东街社区
- 惠新里社区
- 惠新东街社区